# Грос Рхајде
Грос Рхајде (њем. Groß Rheide) општина је у њемачкој савезној држави Шлезвиг-Холштајн. Једно је од 134 општинска средишта округа Шлезвиг-Фленсбург. Према процјени из 2010. у општини је живјело 982 становника. Посједује регионалну шифру (AGS) 1059035, NUTS (DEF0C) и LOCODE (DE GRX) код.

## Географски и демографски подаци
Грос Рхајде се налази у савезној држави Шлезвиг-Холштајн у округу Шлезвиг-Фленсбург. Општина се налази на надморској висини од 13 метара. Површина општине износи 15,4 km². У самом мјесту је, према процјени из 2010. године, живјело 982 становника. Просјечна густина становништва износи 64 становника/km².